# Surgutněftěgaz

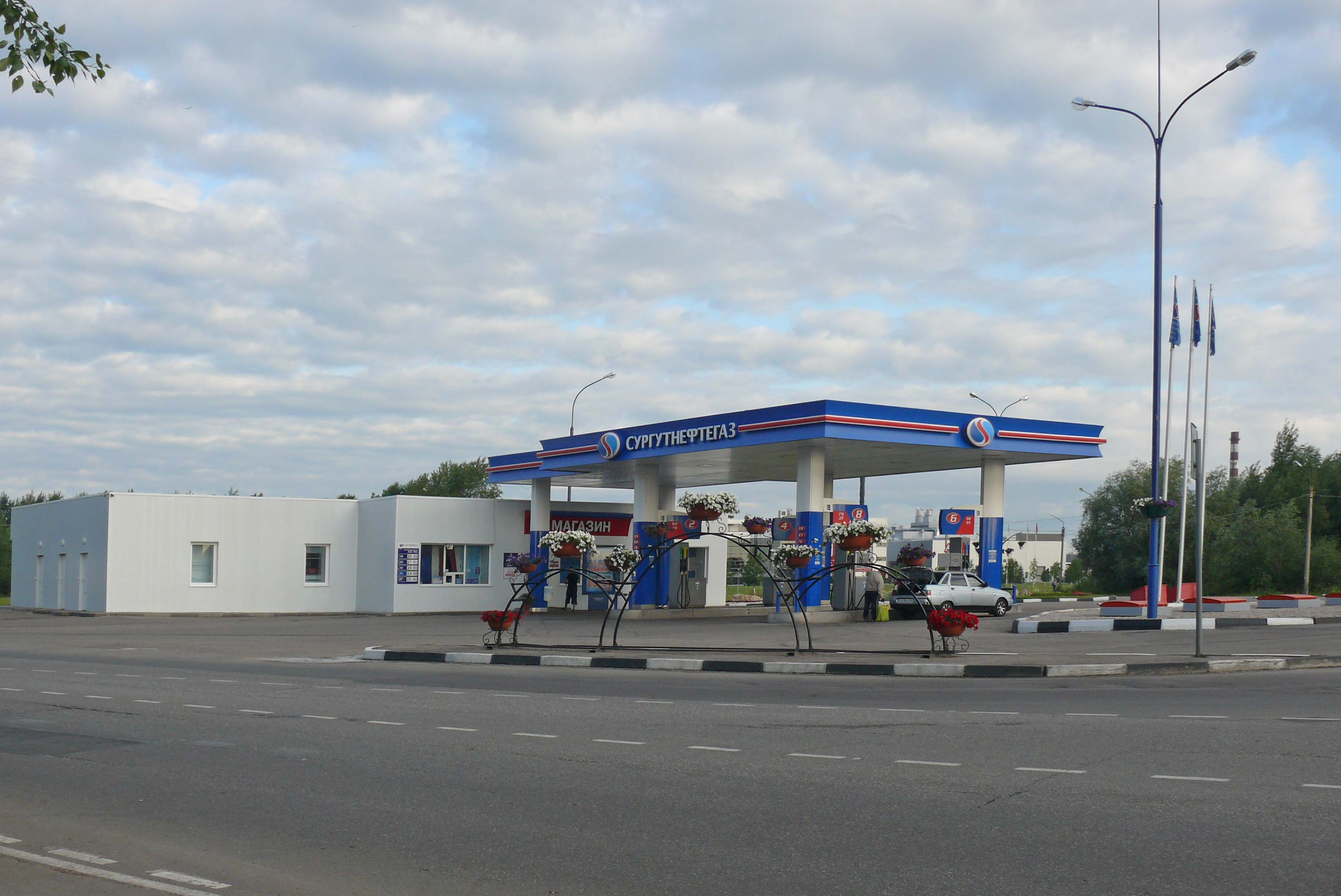
Čerpací stanice

Surgutněftěgaz (Сургутнефтегаз) je ruská firma se sídlem v Surgutu. Zabývá se především těžbou, zpracováním, přepravou a exportem ropy.
Surgutněftěgaz vlastní 21,2 % v maďarské ropné firmě MOL.